# Бишъп (град, Калифорния)
Бишъп (на английски: Bishop) е град в окръг Иньо, щата Калифорния, САЩ. Бишъп е с население от 3760 жители (по приблизителна оценка от 2017 г.) и обща площ от 4,5 km². Намира се на 1264 m надморска височина. ЗИП кодовете му са 93514 – 93515, а телефонният му код е 760.